# Железничка станица Хитроу терминал 5
Хитроу Терминал 5 је заједничка железничка и станица лондонске метроа која опслужује Терминал 5 на аеродромзу Хитроу. Служи као терминус за Хитроу Експрес услуге до станице Падингтон, и за линију Елизабета и линије лондонске подземне линије Пикадили до центра Лондона. Њиме управља и има особље Хитроу експрес. 

## Историја
Након најдуже јавне истраге икада спроведене у Великој Британији, изградњу станице је у новембру 2001. одобрио министар саобраћаја Стивен Бајерс као део одобрења пројекта Терминала 5 на Хитроу. Предложено место терминала није поздравило Лондонски метро, јер би било немогуће да све три станице буду опслуживане са исте руте. Уместо тога, од Терминала 1, 2, 3 до новог терминала били би изграђени двоструки тунели.
Станица је отворена 27. марта 2008., што се поклопило са Терминалом 5 Хитроуа. Иако се налази под земљом, делови крова станице су направљени од прозирних панела, омогућавајући природној дневној светлости да преплави оба краја свих шест платформи.
Од маја 2022. Терминал 5 на Хитроу опслужује на линији Елизабета.

## Услуге
Терминал 5 станица је једина на аеродрому Хитроу где услуге Хитроу Експрес, линија Елизабета и Пикадили линија деле исту станицу. Пружају се следеће железничке услуге: 
- Пикадили линија са перона 5 и 6
- Хитроу Експрес: до и од станице Падингтон са перона 3 и 4.
- Линија Елизабета: до и од станице Шенфилд са перона 3 и 4.

### Бесплатни трансфери унутар терминала
До 2012. бесплатан трансфер између терминала није био могућ подземном железницом, за разлику од Хитроу експреса. У јануару 2012. уведено је бесплатно путовање за власнике Ојстер картица и бесконтактних платних картица између станица Хитроу на линији Пикадили. Путовања од Терминала 5 до Терминала 4 аеродрома Хитроу преко Пикадили линије захтевају промену у Хатон Кросу; ово путовање је бесплатно.